# Долно Уйно
Долно Уйно е село в Западна България. То се намира в община Кюстендил, област Кюстендил.

## География
Село Долно Уйно се намира в планински район, в Кюстендилското Краище, по поречието на река Драговищица и десния ѝ приток – река Ломница, на 25 km северозападно от гр. Кюстендил. През селото минава шосето Кюстендил – Босилеград.
Селото е разпръснат тип, образувано от махали: Корнец, Деданиковци, Цветкова, Бабабоневска, Славковци, Райковци, Моралийска, Селище, Янковци.
Климат: умерен, преходно-континентален.
През годините селото принадлежи към следните административно-териториални единици: община Горно Уйно (1883 – 1920), община Долно Уйно (1934 – 1958), община Драговищица (1958 – 1961), община Долно Уйно (1961 – 1978), община Драговищица (1978 – 1987), община Кюстендил (от 1987 г.). 

## История
Няма запазени писмени данни за времето на възникване на селото. Останките от тракийско, антично и късноантично селище и некропол свидетелстват, че районът е бил населяван от дълбока древност.
Село Долно Уйно е старо средновековно селище, посочено в турски данъчен регистър от 1570 – 1572 г. под същото име като тимар към нахия Горно Краище на Кюстендилския санджак с 28 домакинства, 17 ергени и 7 бащини. В списъка на джелепкешаните от 1576 – 1577 г. е записано селище Долна Уйна към кааза Ълъджа (Кюстендил) с 3 данъкоплатци.
През 1893 г. селото има 6358 декара землище, от които 3542 дка гори, 1812 дка ниви, 134 дка естествени ливади, 654 дка пасища и мери и 216 дка овощни градини и се отглеждат 366 овце, 620 кози, 189 говеда и 58 коня. Основен поминък на селяните са земеделието и животновъдството. Част от населението са сезонни работници. Развити са домашните занаяти; има воденица.
При избухването на Балканската война в 1912 година един човек от селото е доброволец в Македоно-одринското опълчение.
В селото е открито училище през 1902 г., което от 1920 г. е в собствена сграда. Училището е закрито през 1996 г. През 1920 г. е открита пощенска станция, през 1928 г. се основава читалище „Народна пробуда“.
През 1944 г. е учредена Кредитна кооперация „Съгласие“, през 1960 г. тя се присъединява към кооперация „Драговищица“ – с. Горановци, а същата година уедрената кооперация се включва в състава на „Наркооп“ – Кюстендил.
През 1956 г. е учредено ТКЗС „Драговищица“, което от 1979 г. е в състава на АПК „Драговищица“ – с. Драговищица.
Селото е електрифицирано (1955) и водоснабдено (1962). Главната улица е асфалтирана. Построени са нова пощенска станция и ученически интернат.

## Население
| \| Година на преброяване \| Численост \| \| --------------------- \| --------- \| \| 1880 \| 209 \| \| 1900 \| 346 \| \| 1926 \| 525 \| \| 1934 \| 550 \| \| 1946 \| 494 \| \| 1956 \| 273 \| \| 1965 \| 240 \| \| 1975 \| 138 \| \| 1985 \| 121 \| \| 1992 \| 91 \| \| 2001 \| 48 \| \| 2009 \| 24 \| \| 2021 \| 18 \| |           |
| Година на преброяване | Численост |
| 1880 | 209       |
| 1900 | 346       |
| 1926 | 525       |
| 1934 | 550       |
| 1946 | 494       |
| 1956 | 273       |
| 1965 | 240       |
| 1975 | 138       |
| 1985 | 121       |
| 1992 | 91        |
| 2001 | 48        |
| 2009 | 24        |
| 2021 | 18        |

## Религии
Село Долно Уйно принадлежи в църковно-административно отношение към Софийска епархия, архиерейско наместничество Кюстендил. Населението изповядва източното православие.

## Обществени институции
- Кметско наместничество – с. Долно Уйно, отговаря и за с. Горно Уйно.

## Исторически, културни и природни забележителности
- Оброк „Свети Илия“. Намира се на около 300 m югоизточно от училището в местността Свети Илия. На мястото има следи от крепостен зид.

## Личности
- Мирчо Стойков (1918-2005) – партизанин, държавен и партиен деец, генерал-полковник, АБПФК.
- Любомир Динев (р. 1939), български офицер, генерал-майор